# Lysec
Lysec (německy Ließnitz) je malá vesnice, část obce Bžany v okrese Teplice. Nachází se asi dva kilometry severozápadně od Bžan. Lysec je také název katastrálního území o rozloze 2,82 km². V katastrálním území Lysec leží i Lbín a Pytlíkov.

## Historie
První písemná zmínka o vesnici pochází z roku 1447.

## Přírodní poměry
Lysec se nachází v Českém středohoří v údolí na obou březích Bíliny v nadmořské výšce okolo 185 metrů. Vesnice stojí na úpatí Supího vrchu (259 metrů). Z jeho vrcholu je výhled do údolí řeky a na Milešovské středohoří. V bylinném patru na kopci roste řada chráněných druhů rostlin, například kosatec bezlistý, třemdava bílá nebo kavyl Ivanův.

## Obyvatelstvo
|                                                                      | 1869 | 1880 | 1890 | 1900 | 1910 | 1921 | 1930 | 1950 | 1961 | 1970 | 1980 | 1991 | 2001 | 2011 | 2021 |
| -------------------------------------------------------------------- | ---- | ---- | ---- | ---- | ---- | ---- | ---- | ---- | ---- | ---- | ---- | ---- | ---- | ---- | ---- |
| Obyvatelé                                                            | 131  | 179  | 182  | 266  | 281  | 290  | 256  | 174  | 142  | 124  | 74   | 43   | 101  | 79   | 93   |
| Domy                                                                 | 23   | 34   | 37   | 42   | 42   | 41   | 42   | 40   | 87   | 29   | 28   | 32   | 46   | 32   | 32   |
| Počet domů z roku 1961 zahrnuje domy místních částí Lbín a Pytlíkov. |      |      |      |      |      |      |      |      |      |      |      |      |      |      |      |

## Obecní správa
Při sčítání lidu v letech 1869–1900 Lysec byl osadou obce Kladruby v okrese Teplice, v letech 1910–1980 byla samostatnou obcí, se kterým patřil nejprve do okresu Teplice, ale v letech 1921–1930 v okrese Teplice-Šanov a v letech 1950–1980 znovu do okresu Teplice. Od 1. července 1980 je částí obce Bžany v okrese Teplice.

## Pamětihodnosti
- Zvonička vidlák
- Silniční most přes řeku Bílinu
- Kaplička